# Statue-menhir du col des Saints
La statue-menhir du col des Saints est une statue-menhir appartenant au groupe rouergat découverte à Murat-sur-Vèbre, dans le département du Tarn en France.

## Description

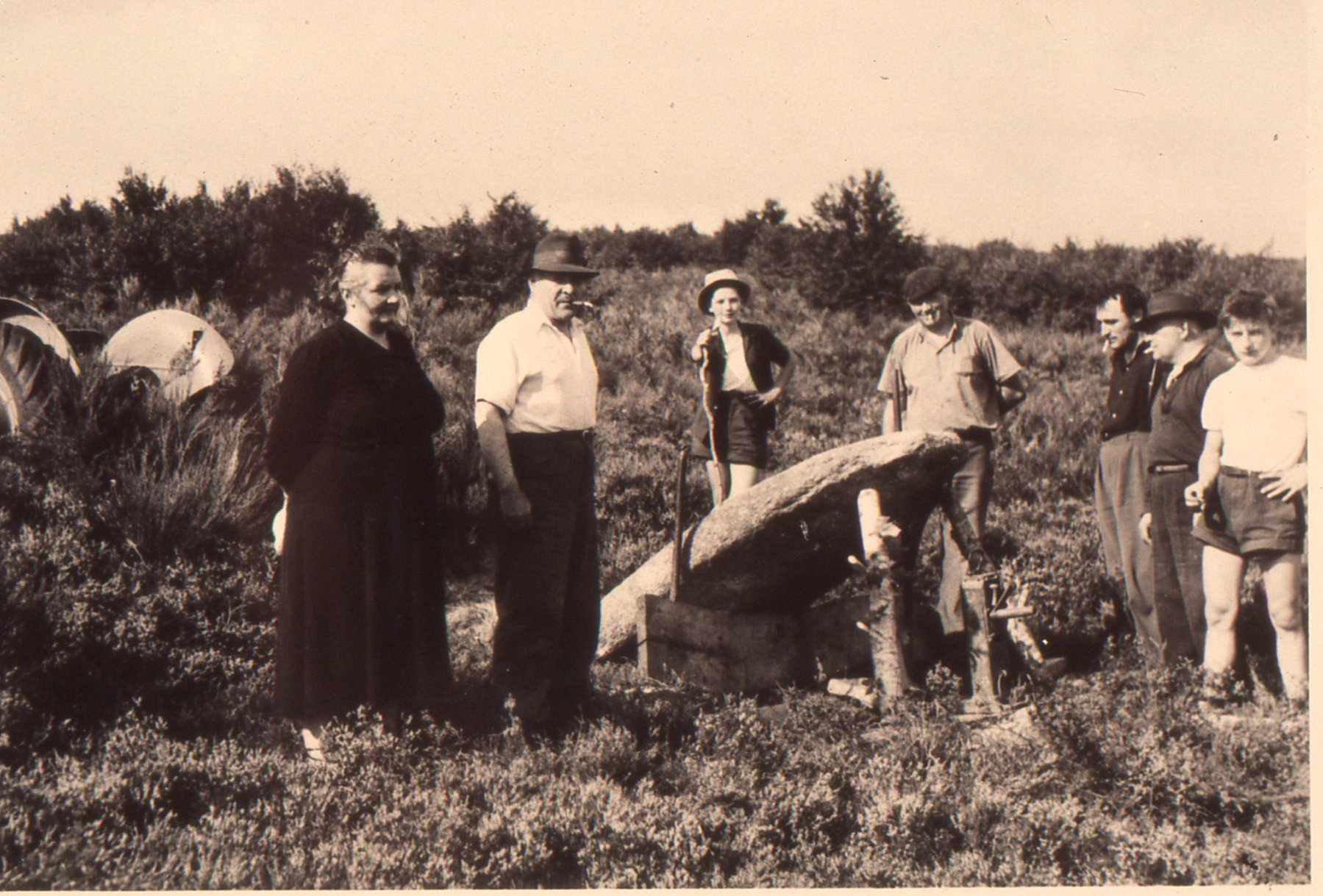
La statue en cours de redressemement

La pierre a été découverte au Col des Saints. Le site aurait été fouillé avant guerre par un habitant d'une ferme voisine à la recherche d'un trésor, la pierre était alors déjà renversée au sol. En 1952, Pascal Roques l'identifie comme un menhir. En 1953, elle est redressée par H. Amen président du syndicat d'initiative de Murat-sur-Vèbre. Ce n'est qu'en 1959 que l'abbé Jean Record l'identifie comme une statue-menhir en remarquant sur une photographie qu'elle comporte des gravures. La statue a été gravée sur une dalle de granite clair d'origine locale, comme on peut en voir dans la forêt voisine de Salesse. Elle mesure 2,45 m de hauteur pour une largeur et une épaisseur maximale, au niveau de la ceinture, de respectivement 1,08 m et 0,35 m et un poids estimé à 2,3 tonnes. La face antérieure a probablement été aplanie, la face postérieure est très bombée et comporte cinq traces d'une tentative de débitage. 
La statue est complète mais très érodée. C'est une statue masculine. Les jambes sont les seuls caractères anthropomorphes visibles en lumière rasante. Le personnage porte une ceinture à décor de chevrons avec une boucle, un baudrier et une représentation de « l'objet »,.
Initialement relevée sur le lieu de sa découverte, la statue est désormais conservée au centre d'interprétation des mégalithes et  une copie a été dressée sur le site. La statue-menhir est inscrite monument historique au titre d'objet depuis le 30 octobre 2019.